# Copa de Competencia La Nación
A Copa de Competencia La Nación, também conhecida como Concurso por Eliminación, foi uma competição nacional de futebol da Argentina, disputada entre 1913 e 1914. Suas duas edições, foram organizadas pela Federación Argentina de Football (FAF), liga esportiva dissidente da entidade oficial do futebol argentino, que organizou campeonatos de futebol paralelos entre 1912 e 1914.

## História
O troféu recebeu o nome do La Nación, um jornal diário argentino com sede em Buenos Aires, que doou a taça para a competição. A primeira edição foi disputada por 22 times da primeira e segunda divisão, em disputas no sistema "mata-mata". A Federación Rosarina de Football (uma liga dissidente da liga oficial, a Liga Rosarina de Fútbol) qualificou duas equipes para a semifinal.
Em 1914 aconteceu a segunda e última edição, que contou com 26 times participantes. A disputa envolveu apenas times de Buenos Aires, já que a Federación Rosarina foi dissolvida nesse mesmo ano e os clubes afiliados voltaram a integrar a Liga Rosarina de Football, a associação oficial de Rosario. Independiente e Argentino de Quilmes classificaram para a grande final, só que o jogo acabou não acontecendo. Dias antes da final, o time da cidade de Quilmes desfiliou-se da FAF para juntar-se à Asociación Argentina de Football, a entidade oficial do futebol da Argentina. Assim, a FAF deu o título de campeão ao Independiente, time da cidade de Avellaneda.

## Edições

### Finais
| Ano  | Campeão         | Vice-campeão         | Placar | Local                                 |
| ---- | --------------- | -------------------- | ------ | ------------------------------------- |
| 1913 | Rosario Central | Argentino de Quilmes | 3 – 2  | Gimnasia y Esgrima (BA), Buenos Aires |
| 1914 | Independiente   | Argentino de Quilmes | –      | –                                     |

### Títulos por clube
| Time            | Títulos | Anos do título |
| --------------- | ------- | -------------- |
| Rosario Central | 1       | 1913           |
| Independiente   | 1       | 1914           |